# 질서경찰
질서경찰(秩序警察, 독일어: Ordnungspolizei; OrPo, 영어: Order Police)은 1936년에서 1945년까지 나치 독일에서 보안경찰과 함께 체제를 유지하기 위한 경찰 중의 하나로서 보통경찰(Ordinary Police)의 명칭이다. 생략해서 OrPo라고 불린다. 착용하는 제복의 색이 녹색이다.

## 역사
1936년 6월 26일 독일 경찰 장관인 하인리히 힘러의 명령에 의해 나치 독일의 모든 경찰은 친위대에 속하게 되었다. 이 명령에 의해서 도시, 시읍면, 주, 국가 경찰 등은 모두 일원적으로 친위대의 지배하에 놓이게 되었다. 경찰 조직은 질서경찰과 보안경찰로 나뉘게 되었다. 보안경찰은 사복을 착용했으며, 비밀경찰과 형사경찰로 나뉘어 있었다. 질서경찰은 녹색 정복 착용을 통해 나치 독일의 법을 집행했다.
비밀 경찰(게슈타포)은 프로였다. 한편, 형사 경찰은 형사 범죄의 수사를 관할했다. 1939년 9월에 독일의 비밀 경찰과 형사 경찰, 친위대 정보부는 제국보안본부의 일부분이 되었다.

## 조직
친위대 최상급집단지도자인 쿠르트 달뤼게가 질서경찰본부장(Chef der Ordnungspolizei)이었다. 질서경찰본부장은 친위대 제국 지도자겸 독일 경찰 장관(Chef der Deutschen Polizei)이었던 하인리히 힘러에 직접적으로 보고를 했다.

### 질서경찰본부
질서경찰본부(Hauptamt Ordungspolizei)는 질서경찰의 수뇌부이며, 또한 친위대의 본부 중 하나였다.

### 질서경찰관리국
질서경찰관리국(Verwaltungspolizei)은 질서경찰을 관리하는 국(局)이었으며, 모든 질서경찰서를 지휘하는 권한을 가지고 있었다. 또한 관리국에는 중앙기록 보관유지국, 대민(對民) 법집행 통술국, 위생 경찰국(Gesundheitspolizei), 기업활동 감독 경찰국(Gewerbepolizei), 건축활동 경찰국(Baupolizei) 등이 있었다. 대도시에는 질서경찰관리국, 도시경찰, 형사경찰이 모두 경찰본부(Polizeiprasidium, Polizeidirektion)를 구성하고 있어 광범위하게 치안을 유지하는 경찰력으로서 기능하고 있었다.

### 보호경찰
보호경찰(Schutzpolizei)은 독일의 대도시와 비교적 큰 시읍면의 치안 유지를 임무로 하는 경찰이었다. 보호경찰은 더욱 세분해서 나눌 수 있었다.
- 「국가보호경찰」(Schutzpolizei des Reiches (cities and large towns)) : 이 경찰은 폭동이나 치안 유지를 위한 기동대(Kasernierte Polizei)를 가지고 있었다.
- 「교외보호경찰」(Schutzpolizei der Gemeinden (smaller towns))

### 지방경찰
지방경찰(Gendarmerie)은 지방의 촌락이나 국경 부근에 있었던 경찰이다. 지방 경찰은 주로 간첩활동을 막고, 지방을 안전을 위해 산악 부대를 가지고 있었다. 아우토반의 발달에 의해 교통 경찰화 된 지방 경찰이 도로 교통의 안전을 지키기 위해 1937년 창설되었다.

### 교통경찰
교통경찰(Verkehrspolizei)은 교통 법규의 위반을 감독하는 집행기관이었다. 단순히 말해서 도로의 안전을 위해 기능하고 있었던 경찰이었다. 이 조직은 아우토반을 제외한 도로를 감독한다(아우토반을 감독하는 것은 도시 경찰 이나 지방 경찰의 임무였다.). 교통 사고에 대응하기 위해 만들어졌으며, 특히 자동차로 장거리를 여행하는 나치 독일의 고관을 호위하는 임무도 가지고 있었다.

### 수상경찰
수상경찰은 나치 독일의 연안 경비대였다. 독일 내륙의 호수에 있어서의 안전과 보안도 임무로 하고 있었으며, 항만의 보안도 감독하고 있었다. 친위대 조직인 친위대 항만보전대(SS-Hafensicherungstruppen)보다 상위에 있었다.

### 철도경찰
철도경찰(Bahnschutzpolizei)은 독일 철도의 공무원이기도 하면서 파트 타임으로 경찰 업무를 행사하는 경관으로 구성되어 있었다. 철도경찰은 철도 공안의 업무나 스파이, 사보타주를 막는 임무를 수행했다.

### 우편경찰
우편경찰(Postschutz)은 약 4,500명으로 구성되어 있었다. 독일의 우체국의 경비나 전화, 전보 등의 통신의 보안을 담당했다.

### 소방경찰
1938년 나치 독일의 소방관은 질서경찰에 흡수, 통합 되었다. 소방경찰(Feuerschutzpolizei)은 국가에 속하는 소방관에 의해 구성되어 있었다. 또한, 질서경찰본부는 지방자위소방대(Freiwillige Feuerwehren)도 관할하고 있었다.
제2차 세계 대전 당시 엄청난 공습을 받고 있었기 때문에 소방경찰과 지방자위소방대는 2백만명을 넘고 있었다.

### 방공경찰
보안구원기관(Sicherheits-und Hilfsdienst, SHD)은 1935년에 창설 되어, 1942년 4월에 방공경찰(Luftschutzpolizei)로 명칭이 변경되었다. 이 조직은 공습에 대응해서 긴급기술원조대(Technische Nothilfe), 소방경찰(Feuerschutzpolizei)과 협력해 공습 피해자를 돕기 위한 기관이었다.
방공단(Lutschutzdienst)은 국가방공연맹(Reichsluftschutzbund, RLB)에 의해 지원되었다. 1935년 공군 장관 헤르만 괴링 지휘하의 조직이었다. 이 기관은 건물이나 가정의 안전을 유지하는 공습 감시원의 역할을 했다.

### 긴급기술원조대
긴급 기술 원조대(Technische Nothilfe, TeNo)는 건설가 또는 건설 전문가 집단이었다. 이 기관은 1919년에 창설되었다. 목적은 데모나 스트라이크의 경우에 국민 생활에 필수한 공익 사업 기능 유지였다. 1930년 가스 사고와 공습에 대한 긴급 대응 조직으로 확대되어 자연재해(홍수 등)에 대응하는 인원과 장비를 보유하고 있었다. 1937년에 경찰 보조 조직이 되어 질서경찰 본부에 흡수되었다. 1934년 기준으로 10만명의 인원을 보유하고 있었다.

### 무선보안대
무선보안대(Funkschutz)는 라디오 등을 통한 공격이나 사보타주에 대응하기 위해 친위대와 질서경찰로 구성되어 있었다. 금지된 외국 라디오 수신의 수사도 담당하고 있었다.

### 공장경찰
공장경찰(Werkschutzpolizei)의 임무는 사보타주나 도난으로부터 공장 시설을 지키는 것에 있었다. 공장경찰은 민간인에서부터 공장 관계자에 이르기까지 광범위하게 조직 되어 있었다. 질서경찰의 지휘하에 있었으며, 친위대 제복을 착용하고 있었다.

## 경찰대대
1939년부터 1945년까지 질서경찰은 독일 국내에서 독립된 군사 조직을 보유하고 있었다. 최초의 부대는 '경찰대대'였다. 경찰대대는 점령 지역의 법질서 유지와 집행, 대(對) 유격대 작전을 위해 설치되었다. 경찰 대대는 친위대나 경찰 상층부에 의해 지휘되어서 폴란드의 유대인의 게토 경비에 사용되기도 했다. 경찰대대는 인원이 필요한 경우에는 아인자츠그루펜(Einsatzgruppen)에 인력풀로 활용되기 위해 사용되기도 했다. 1942년에는 많은 경찰대대가 있게 되어 28개의 경찰 연대가 편성되기도 했다. 그 대부분은 제2차 세계 대전 당시 동부 전선 독일군 후퇴 때 전투에 참가하기도 했다.
경찰대대는 독일 육군 헌병과는 달랐다.

## 무장친위대 경찰사단
질서경찰의 준군사 조직으로는 무장친위대 경찰사단이 존재하고 있었다. 주로 전선 후방의 경비와 예비부대로서 존재해 훈련이 부족하고, 전투 기술이 많이 부족했다. 사단은 질서경찰의 인원으로 구성되는 4개의 경찰 연대로부터 차출되었으며 군사적인 상황 때 투입하기 위해 사용되었다.
전쟁말기에 질서경찰의 SS경찰연대 몇 개가 제35SS경찰척탄병사단 편성을 위해 무장친위대에 이관되었다.

## 질서경찰과 친위대의 통합
질서경찰은 친위대와 다른 계급 질서의 구조를 가지고 있었다. 1936년에 경관은 조직상은 친위대이지만 친위대의 임무에는 참가하지 않는 것이 가능했다. 전시하에 경찰 상층부는 경찰이면서 동시에 친위대의 일원이라 친위대와 질서경찰 양쪽 모두의 계급을 소유하고 있었다. 예를 들면 경찰 중장(Generalleutnant der Polizei)은 동시의 친위대의 일원이기도 해 경찰 중장 겸 친위대 중장(SS-Gruppenführer und Generalleutnant der Polizei)으로 불렸다. 또한 고급 친위대와 경찰 지도자(Führer SS-und Polizeiführer)의 직위에 있는 질서경찰 장관은 하인리히 힘러였는데 독일군 육군 예비군 사령관으로 임명되기도 했다. 1944년 8월에는 무장 친위대의 계급도 손에 넣게 되었는데 이는 질서경찰이 전시 포로가 되는 경우가 생기고 있어 사실상 전쟁에 참가하고 있었기 때문이었다.
질서경찰에 대한 하인리히 힘러의 최종적인 구상은 서서히 이 조직을 없애 나치 독일에 있어 통상적인 경찰력을 친위대의 국가경비군단(Staatsschutzkorps)으로 옮기는 것이었다. 힘러의 생각에 따르면 지방에서의 법집행은 군사 기밀 기능과 정치 경찰 기능을 가지는 무장 친위대 아래에서 행해질 예정이었다. 제3제국의 역사 연구에 따르면 질서경찰의 상층부는 힘러의 계획을 알고 있어 친위대가 국가경찰이 되는 것에는 찬성했지만, 질서경찰 폐지에는 반대를 하고 있었다.

## 제복
녹색의 제복에는 계급을 나타내는 휘장을 붙이고 있었다.

## 질서경찰의 해체와 자취
제2차 세계 대전이 나치 독일의 패망으로 인해 종전되면서 질서경찰은 폐지되었다. 그러나 연합군을 위한 경찰 업무를 실시하는 많은 조직이 생겨 일반 경찰 업무를 계속하게 되었다. 한편, 질서경찰은 동독에서는 적극적으로 계승되어서 인민경찰(Volkspolizei)으로 불리는 국가 경찰 기구가 생겼는데 인민경찰은 과거 나치 독일의 질서경찰과 친위대의 구조를 견본으로 해 성립되었다. 또한, 게슈타포를 견본으로 한 슈타지도 설치되었다. 서독에서는 경찰의 중앙 집권화를 막았으며 각 주마다 경찰을 가지게 하는 지방경찰(Landespolizei)로 독립했다.
지방경찰의 규칙, 순서, 제복, 휘장은 원래의 질서경찰이 사용하고 있던 바이마르 공화국 시대의 것을 이용하고 있다.

## 참고 문헌
- Browning, Christopher, Nazi Policy, Jewish Workers, German Killers, Cambridge University Press, 2000. ISBN 0-521-77490-X.
- Browning, Christopher (1998) [1992]. 《Ordinary Men: Reserve Police Battalion 101 and the Final Solution in Poland》. New York: HarperCollins. ISBN 978-0-06-019013-2.
- Goldhagen, Daniel, 《Hitler's Willing Executioners: Ordinary Germans and the Holocaust》 (Amazon, Kindle book: look inside), Alfred A. Knopf 1996, Vintage 1997, ISBN 0679772685
- Lumsden, Robin (2002). 《A Collector's Guide To: The Allgemeine – SS》. Ian Allan Publishing, Inc. ISBN 0-7110-2905-9.
- Williams, Max (2001). 《Reinhard Heydrich: The Biography: Volume 1》. Church Stretton: Ulric. ISBN 978-0-9537577-5-6.
- Williamson, Gordon (2012) [2004]. 《World War II German Police Units》. Osprey Publishing. ISBN 1780963408. 2014년 10월 31일에 원본 문서에서 보존된 문서. 2015년 6월 11일에 확인함.
- Nix Philip and Jerome Georges The Uniformed Police Forces of the Third Reich 1933-1945, Leandoer & Ekholm, 2006. ISBN 91-975894-3-8
- Heiner Lichtenstein: Himmlers grüne Helfer, Bund-Verlag Köln 1990, ISBN 3-7663-2100-5